# Renate Serwotke
Renate Serwotke (* 1949 in Erfurt, Thüringen) ist eine deutsche Schauspielerin.

## Leben
Renate Serwotke absolvierte von 1972 bis 1975 ihre Schauspielausbildung an der Staatlichen Hochschule für Musik und Darstellende Kunst in Hamburg.
Von 1975 bis 2002 war sie als Theaterschauspielerin durchgehend fest am Theater Osnabrück, am Theater Lübeck und am Stadttheater Hildesheim engagiert. Am Schlosstheater Celle gastierte sie in der Spielzeit 1984/85 als Frau Fanny Wilton in John Gabriel Borkman und in der Spielzeit 1988/89 als „Die Frau in Grün“ in Peer Gynt. Außerdem trat sie dort, neben Harald Maack als Caliban, als Ariel in Shakespeares Spätwerk Der Sturm (Premiere: August 1986, Regie: Günter Lürssen) auf. In der Spielzeit 1996/97 war sie am Theater Hildesheim in Werner Schwabs Theaterstück Die Präsidentinnen zu sehen. Am Theater Hildesheim spielte sie u. a. in der Spielzeit 1997/98 die Katarina Egerman in Szenen einer Ehe.
Seit ihrem Rückzug vom Theater arbeitet sie hauptsächlich für das Fernsehen. Mehrfach übernahm sie Episodenhaupt- und nebenrollen in verschiedenen Fernsehserien. Außerdem wirkte sie in Nebenrollen in einigen Kinofilmen mit und spielte Hauptrollen in Kurzfilmen.
In dem Kurzfilm Gott und die Welt (2013), der 2017 auch beim Trento Film Festival gezeigt wurde, verkörperte sie, an der Seite von Jonas Müller-Liljeström, die alteingesessene Pfarrgemeinderätin Adelheid. In dem Kurzfilm Neue Heimat (2015), der u. a. bei den Flensburger Kurzfilmtagen und bei den Nordischen Filmtagen gezeigt wurde, spielte sie die Hauptrolle, die End-Sechzigerin Marielena, die aus dem Haus auszieht, in dem sie einst ihre Kinder großzog.
In der ZDF-Fernsehserie SOKO Wismar war sie in der im Dezember 2010 erstausgestrahlten Folge das Mordopfer, die Wahrsagerin Belinda Balthasar. In der Vorabend-Krimiserie Hubert und Staller (2014) spielte sie die tatverdächtige Witwe eines ermordeten Hausbesitzers. In der ersten Staffel der ARD-Fernsehserie In aller Freundschaft – Die jungen Ärzte war sie im Januar 2015 in einer Episodenhauptrolle als renitente, ältere Patientin Frau Schwegler zu sehen. In der TV-Miniserie Tempel (2016) spielte sie die Mutter von Milan, dem „brutalen und intelligenten obersten Drogenboss der Gegend“ (Aleksandar Jovanovic). Im Dezember 2016 war sie in einer weiteren Episodenhauptrolle zu sehen, als vermeintlich demente Gutsbesitzerin Lotte von Seelow in SOKO Wismar. Im Taunuskrimi-Zweiteiler Im Wald (Erstausstrahlung: Januar 2018) hatte sie eine Nebenrolle als alte Rosie Herold, die kurz nach ihrer Beichte Opfer eines Gewaltverbrechens wird. In der 5. Staffel der ZDF-Serie Bettys Diagnose (2019) spielte sie eine der Episodenhauptrollen als im Frühstadium an Alzheimer erkrankte Patientin und ehemalige Klassenlehrerin der Serienhauptfiguren Betty und Dr. Frank Stern. In der 4. Staffel der ZDF-Serie Die Spezialisten – Im Namen der Opfer (2019) verkörperte Serwotke die über 80-jährige Italienerin Anna Rivolta, eine Zeitzeugin und Überlebende eines Massakers, das die Waffen-SS an der Zivilbevölkerung in Italien durchführte.
Gelegentlich arbeitete sie auch als Model, u. a. für eine Fotostrecke über Luxusmarken. Renate Serwotke lebt in Berlin.

## Filmografie (Auswahl)
- 2006: Valerie (Kinofilm)
- 2009: Klinik am Alex: Nur geträumt (Fernsehserie, eine Folge)
- 2010: SOKO Wismar: Schlechte Karten für Belinda (Fernsehserie, eine Folge)
- 2011: Löwenzahn: Marienkäfer – Das große Fressen (Fernsehserie, eine Folge)
- 2012: Ost+Front: Ich liebe es (Musikvideo)
- 2013: Gott und die Welt (Kurzfilm)
- 2013: Der zweite Mann (Fernsehfilm)
- 2014: Hubert und Staller: Spiel mir das Lied vom Tod (Fernsehserie, eine Folge)
- 2014: Tatort: Der Maulwurf[14] (Fernsehreihe)
- 2015: In aller Freundschaft – Die jungen Ärzte: Freunde und Familie (Fernsehserie, eine Folge)
- 2015: Chuzpe – Klops braucht der Mensch! (Fernsehfilm)
- 2015: Neue Heimat (Kurzfilm)
- 2016: Freddy/Eddy (Kinofilm)
- 2016: Tempel: Falscher Frieden (TV-Miniserie, eine Folge)
- 2016: SOKO Wismar: Der Eisfürst (Fernsehserie, eine Folge)
- 2017: Der unsichtbare Film (Kinofilm)
- 2018: Taunuskrimi – Im Wald (TV-Zweiteiler)
- 2018: Lost & Found (Fernsehfilm)
- 2018: Löwenzahn: Fallschirm – Die verflixte Landung (Fernsehserie, eine Folge)
- 2019: Bettys Diagnose: Eins mit Sternchen (Fernsehserie, eine Folge)
- 2019: Die Spezialisten – Im Namen der Opfer: Alte Wunden (Fernsehserie, eine Folge)